# Duncan James
Duncan James (Salisbury, Inglaterra; 7 de abril de 1978) es un cantante británico conocido por ser parte del grupo-pop-masculino Blue.

## Biografía

### Primeros años
Duncan James creció en Dorset y fue educado por sus abuelos. Actuó en la obra A Midsummer Night's Dream cuando él tenía 15 años, y actuó como Puck. También actuó en la obra teatral Dr. Watson en Sherlock Holmes cuando era adolescente.

### Blue
A comienzos del 2000, junto con Antony Costa, convencieron a Lee Ryan y a Simon Webbe para formar el grupo musical Blue. Blue fue un grupo R&B-Pop, que tuvo mucho éxito tanto en UK como en muchos más países del mundo, como son Italia, Japón, Australia y Nueva Zelanda. Desde mayo del 2001, cuando el grupo sacó a la venta su primer sencillo, "All Rise", hasta el 2004, cuando el grupo publicó su sencillo final, "Curtain Falls", Blue obtuvo diez Top 10 singles en UK.
Aunque el grupo Blue nunca habló formalmente de su separación para siempre, el grupo se separó en julio de 2005 y sus cuatro componentes comenzaron a trabajar en sus proyectos musicales en solitario.

### Carrera en solitario
En octubre del 2004, Duncan colaboró con Keedie para sacar a la venta el sencillo "I Believe My Heart", que entró en las Listas de Ventas Inglesas al Número 2. Volvió al mundo de la música en mayo del 2006 con su sencillo "Sooner Or Later", publicando el videoclip a comienzos de mayo y sacando el sencillo en junio del 2006. El video llegó al #2 en "The Box" y al #5 en "The Hits".
Duncan colaboró con Stephen Lipson, Andreas Carlsson y Peter Vettese para su álbum debut en solitario, titulado "Future Past". Salió al mercado el 12 de junio del 2006 y entró en las Listas de Ventas Inglesas al #55. Duncan ha vendido menos de 15.000 copias en Reino Unido y en todo el mundo ha vendido menos de 400,000 copias en total.
El sencillo "Amazed", finalmente no fue publicado el 12 de marzo del 2007. El videoclip, a pesar de haber sido distribuido por todas las cadenas inglesas y europeos, no tuvo mucho éxito, señalando que el videoclip en el programa musical británico B4, no consiguió entrar en el Top semanal. Además, debido al fracaso de su álbum, el sencillo finalmente no ha sido publicado.

### Trabajo en la televisión
Duncan James ha trabajado ocasionalmente como presentador de televisión, presentando el "95.8 de Capital FM's Party In The Park" para el "Prince's Trust" [2003 y 2004], y en programas de televisión como "Soapstar Superstar", junto con Jayne Middlemiss en ITV2.

### Vida personal
Duncan tiene una hija llamada Tianie-Finn, nacida en 2005 de una exnovia cuyo nombre es "Claire". Además, Duncan ha afirmado que en ocasiones se ha sentido presionado por los medios de comunicación sobre su relación con "Claire" y su hija. En 2009, Duncan declaró ser bisexual.

## Discografía
Países con importancia en el mercado musical: Reino Unido (UK), Irlanda (IRL), Australia (AUS), Alemania (ALE), Austria (AUT), Francia (FRA), Holanda (HOL), Italia (ITA), Israel (ISR), China (CHN), Japón (JPN), Bélgica (BEL), Noruega (NOR) y Suecia (SUE):

### Álbumes
| Año  | Albums      | Chart | Chart | Chart | Chart | Chart | Chart | Chart | Chart | Chart | Chart | Chart | Chart | Chart | Chart | Chart |                                                |
| Año  | Albums      | UK    | IRL   | AUS   | ALE   | AUT   | SUI   | FRA   | HOL   | ITA   | ISR   | CHN   | JPN   | BEL   | NOR   | SUE   |                                                |
| ---- | ----------- | ----- | ----- | ----- | ----- | ----- | ----- | ----- | ----- | ----- | ----- | ----- | ----- | ----- | ----- | ----- | ---------------------------------------------- |
| 2006 | Future Past | 55    | 69    | 45    | 30    | 23    | 74    | 68    | 25    | 2     | 36    | 39    | 40    | 64    | 80    | 79    | Discográfica: EMI UK. Copias vendidas: 400,000 |

### Singles
| Año  | Singles                          | Chart | Chart | Chart | Chart | Chart | Chart | Chart | Chart | Chart | Chart | Chart | Chart | Chart | Chart | Chart |                    |
| Año  | Singles                          | UK    | IRL   | AUS   | ALE   | AUT   | SUI   | FRA   | HOL   | ITA   | ISR   | CHN   | JPN   | BEL   | NOR   | SUE   |                    |
| ---- | -------------------------------- | ----- | ----- | ----- | ----- | ----- | ----- | ----- | ----- | ----- | ----- | ----- | ----- | ----- | ----- | ----- | ------------------ |
| 2004 | "I Belive My Heart Feat. Keedie" | 2     | 2     | 5     | 1     | 1     | 4     | 2     | 3     | 1     | 1     | 1     | 1     | 3     | 2     | 2     | Album: —           |
| 2006 | "Sooner Or Later"                | 35    | 40    | 26    | 20    | 16    | 28    | 43    | 18    | 2     | 21    | 20    | 31    | 37    | 40    | 53    | Album: Future Past |
| 2006 | "Can't Stop A River"             | 59    | 57    | —     | —     | —     | —     | —     | —     | 23    | —     | —     | —     | —     | —     | —     | Album: Future Past |
| 2006 | "Amazed"                         | —     | —     | —     | 181   | —     | —     | —     | —     | —     | —     | —     | —     | —     | —     | —     | Album: Future Past |

## Filmografía

### Series de televisión
| Año         | Título    | Personaje   | Notas         |
| ----------- | --------- | ----------- | ------------- |
| 2016 - 2018 | Hollyoaks | Ryan Knight | 134 episodios |

## Premios y nominaciones
| Año  | Categoría     | Premios            | Serie     | Resultado |
| ---- | ------------- | ------------------ | --------- | --------- |
| 2017 | Best Newcomer | British Soap Award | Hollyoaks | Nominado  |